# سلسلة حالة
سلسلة الحالة أو سلسلة الحالات أو سلسلة دراسات الحالة (بالإنجليزية: Case series) والمعروفة أيضًا باسم السلسلة السريرية هي نوع من الدراسات البحثية الطبية التي تتتبع الأشخاص ذوي التعرض المعروف، مثل المرضى الذين تلقوا علاجًا مشابهًا، أو تفحص سجلاتهم الطبية لمعرفة التعرض والنتيجة. قد تكون سلسلة الحالات متعاقبة أو غير متعاقبة، اعتمادًا على ما إذا كانت جميع الحالات المقدمة إلى مؤلفي التقارير خلال فترة ما قد تم تضمينها، أو مجرد مجموعة مختارة. عندما يتم تضمين معلومات عن أكثر من ثلاثة مرضى، تعتبر سلسلة الحالات بمثابة تحقيق منهجي مصمم للمساهمة في المعرفة القابلة للتعميم (أي البحث)، وبالتالي يلزم تقديمها إلى مجلس أخلاقيات البحوث (IRB). تحتوي سلسلة الحالات عادة على معلومات ديموغرافية عن المريض، على سبيل المثال، العمر والجنس والأصل العرقي. إلخ.
سلسلة الحالات لديها تصميم دراسة وصفية؛ على عكس الدراسات التي تستخدم تصميمًا تحليليًا (مثل دراسة التعرض، دراسة الحالات والشواهد، أو تجربة منضبطة معشاة)، فإن سلاسل الحالات، في حد ذاتها، لا تتضمن اختبار الفرضيات للبحث عن دليل على السبب والنتيجة (على الرغم من إجراء تحليلات الحالة فقط في بعض الأحيان) في علم الأوبئة الوراثية للتحقيق في العلاقة بين التعرض والنمط الجيني). سلسلة الحالات معرضة بشكل خاص للتحيز في الاختيار؛ على سبيل المثال، فإن الدراسات التي تشير إلى سلسلة من المرضى الذين يعانون من مرض معين و/أو التعرض المرتبط به المشتبه به، تسحب مرضاها من مجموعة سكانية معينة (مثل مستشفى أو عيادة) والتي قد لا تمثل بشكل مناسب السكان الأوسع. عادة ما تكون الصلاحية الداخلية لدراسات سلسلة الحالات منخفضة للغاية، وذلك بسبب عدم وجود مجموعة مقارنة معرضة لنفس مجموعة المتغيرات المتداخلة. على سبيل المثال، قد تكون التأثيرات الملحوظة كليًا أو جزئيًا بسبب التأثيرات المتداخلة مثل تأثير الدواء الوهمي، أو تأثير هوثورن، أو تأثير روزنتال، أو تأثيرات الوقت، أو تأثيرات الممارسة، أو تأثير التاريخ الطبيعي. إن حساب الفرق في التأثيرات بين مجموعتي العلاج المفترض تعرضهما لمجموعة متشابهة جدًا من هذه التأثيرات المتداخلة يسمح بإلغاء تأثيرات هذه المتغيرات المتداخلة. ومن ثم فإن وجود مجموعة المقارنة فقط، والتي ليست سمة من سمات دراسات سلسلة الحالات، سوف يسمح بتقدير صحيح لتأثير العلاج الحقيقي.